# Ryu Suzuki
Pour les articles homonymes, voir Suzuki (homonymie).
Ryu Suzuki (鈴木 龍, Suzuki Ryū), né le 25 décembre 1994 à Sendai, est un coureur cycliste japonais.

## Palmarès et résultats

### Palmarès par année
- 2017
  - 1re étape du Tour de Hokkaido

### Classements mondiaux
| Année         | 2015 | 2016 |
| ------------- | ---- | ---- |
| UCI Asia Tour | 183e | 213e |